# Pandion (Unternehmen)
Die Pandion AG (Eigenschreibweise PANDION) ist ein Immobilienunternehmen mit Sitz in Köln. Das 2006 gegründete Familienunternehmen gehört zu den zehn umsatzstärksten deutschen Projektentwicklern. Das Geschäftsfeld von Pandion umfasst die gesamte immobilienwirtschaftliche Wertschöpfungskette inklusive Planung, Bau und Vertrieb der Objekte. Pandion unterhält neben dem Hauptsitz in Köln Niederlassungen in Berlin, München und Stuttgart.

## Geschichte
Die Grundlage der heutigen Pandion AG legte Reinhold Knodel mit der Gründung der „Pandion Real Estate GmbH“ im Jahr 2002. Ein Jahr später folgte die Gründung eines spezialisierten Tochterunternehmens für den Vertrieb der gebauten Wohnungen, der „Pandion Vertriebsgesellschaft mbH“. Zunächst konzentrierte sich die Tätigkeit auf Projekte im Heimatmarkt in Nordrhein-Westfalen mit Projektentwicklungen in Köln, Bonn und Düsseldorf. 2006 erfolgte die Gründung der Pandion AG als Holding für die gesamte Unternehmensgruppe.
Das dritte Entwicklungsprojekt von Pandion, die aufwendige Umnutzung und Modernisierung des historischen Speichergebäudes Siebengebirge im Rheinauhafen Köln (Bauzeit 2004–2006), zeichnete die Architektenkammer Nordrhein-Westfalen mit dem NRW-Wohnt-Preis 2008 aus. Im selben Jahr erreichte die Pandion AG erstmals einen Verkaufsumsatz von mehr als 50 Millionen Euro.
2010 wurde unter dem Vermarktungsnamen „Pandion Vista“ das nördliche der drei ikonischen Kranhäuser am Kölner Rheinauhafen fertiggestellt, das als einziges der drei Hochhäuser dem Wohnen gewidmet ist. 2015 eröffnete nach Köln und München die dritte Niederlassung in Berlin.
2017 erzielte die Pandion AG mit ihren Tochtergesellschaften einen zwischenzeitlichen Rekordumsatz von 262 Millionen Euro. Gleichzeitig stieg das Unternehmen im Ranking der größten deutschen Projektentwickler mit einem Flächenvolumen von ca. 400.000 m² auf den sechsten Rang auf.
In Berlin stellte das Unternehmen mehrfach vor Baubeginn Flächen für künstlerische oder kulturelle Zwischennutzungen zur Verfügung, unter anderem beim Projekt „The Haus“, bei dem die zwischenzeitlich größte temporäre Street-Art-Galerie der Welt entstand. Diese Praxis wird von Kritikern des Unternehmens als „Imagewashing“ bezeichnet (siehe Kontroversen).
Im Januar 2019 eröffnete Pandion eine vierte Niederlassung in Stuttgart.

## Unternehmensstruktur
Vorstand und Alleineigentümer der Pandion AG ist Unternehmensgründer Reinhold Knodel. Es bestehen, entsprechend dem Konzept, die gesamte immobilienwirtschaftliche Wertschöpfungskette abzudecken, spezialisierte Tochterunternehmen: Pandion Real Estate GmbH (Projektentwicklung), Pandion Projektmanagement GmbH, Pandion Vertriebsgesellschaft mbH, Pandion Service GmbH (Immobilienverwaltung, WEG-Verwaltung, Hausmeisterdienste) und Pandion Design GmbH.

## Gesellschaftliches Engagement
Im Jahr 2017 stiftete die Pandion AG das Grundkapital der „knodel foundation“, einer gemeinnützigen Stiftung, die sich insbesondere in Entwicklungsländern für einen verbesserten Zugang zu Bildung und Wissen einsetzt. Vorstand der knodel foundation ist Patrick Knodel, ein Sohn von Pandion-Gründer Reinhold Knodel. Nach eigenen Angaben fördert die Stiftung 15 Projekte in sechs afrikanischen Staaten sowie in Indien, Rumänien und Deutschland. Als Förderstiftung unterstützt die knodel foundation unter anderem Projekte der International Justice Mission und des Eine-Welt-Netz NRW.

## Kontroversen
Im Zuge der Bauprojekte Pandions kam es in Berlin immer wieder zu Protesten von Anwohnern und Gentrifizierungskritikern. Diese werfen dem Unternehmen u. a. vor, mit seinen Bauprojekten für eine massive Aufwertung und Verteuerung der an die Bauprojekte angrenzenden Bestandswohnungen verantwortlich zu sein.
 
Mehrfach fanden bereits Demonstrationen, Kundgebungen und unterschiedliche Aktionen, insbesondere gegen den Bau des sogenannten Ostkreuz Campus statt, den das Unternehmen in Berlin-Friedrichshain errichten möchte. Bei dem Projekt handelt es sich um ein Luxusbüroareal, dessen Fertigstellung Pandion im Jahr 2023 plant. Besondere Aufmerksamkeit erlangte das Projekt durch das Vorgehen Pandions, einen Anwalt damit zu beauftragen gegen mehrheitlich von Anwohnern verfasste kritische Google-Bewertungen juristisch vorzugehen und diese entfernen zu lassen. Ein Nachbarschaftsbündnis wirft dem Unternehmen vor, Kritik zum Schweigen bringen zu wollen und damit der Meinungsfreiheit zu schaden.

Auch beim Bau der Pandion-Luxusbürogebäude in Kreuzberg „The SHELF“ und „THE GRID“ protestierten Nachbarschaftsgruppen unter dem Motto „Pandion ist kein guter Nachbar“ gegen die Bauprojekte. Dem Unternehmen wird vorgeworfen, für „Bodenpreissteigerung, Kiez-Aufwertung und somit die Verdrängung von Mietern, Kleingewerbe sowie Sub-Kultur“ verantwortlich zu sein. Zudem wurde kritisiert, dass das Unternehmen durch „Imagewashing“ – damit ist gemeint, dass ganz gezielt Zwischennutzungen von leerstehenden
Gebäuden in der Nähe der Bauprojekte für Kunststundierenden und „Kreative“ angemietet und bezahlt werden – versucht, Kritik aus dem Weg zu räumen und sich als „Sozial. Kreativ. Grün.“ bzw. als „Partner für Lebensräume“ zu inszenieren.

Auch aus Naturschutzsicht gibt es Kritik an den Bauprojekten. So wurden auf dem Gelände des „Ostkreuz Campus“ Nistplätze dort lebender Sperlinge zerstört.

## Abgeschlossene Projekte (Auswahl)
- Kranhaus Nord bzw. „Pandion Vista“ im Rheinauhafen Köln[21]
- Siebengebirge/Danziger Lagerhaus im Rheinauhafen Köln[3]
- Wohnhochhaus „Pandion Le Grand“ in den Neuen Stadtquartieren Derendorf (Düsseldorf)[22]
- Wohnhochhaus „Pandion Isarbelle“ in München-Thalkirchen[23]
- „Pandion The Haus“ (Berlin-Charlottenburg): Umbau einer früheren Bankfiliale in ein Wohnhaus[24] mit Zwischennutzung durch Kunstprojekte
- Pandion Doxx in Mainz am Zollhafen